# TRG-230
TRG-230 — турецька реактивна система залпового вогню виробництва корпорації ROKETSAN. Ракетна установка системи має труби 230 мм, а її ракети можуть вражати цілі на відстані 20 - 70 км. У листопаді 2022 стало відомо, що Україна отримала ракети TRLG-230.

## Ракети

### TRLG-230
Така сама ракета разом із системою лазерного наведення. Може вражати цілі, які позначені БПЛА.

## Технічні характеристики
Технічні характеристики ракетної системи залпового вогню TRG-230:
- Калібр: 230 мм;
- Дальність стрільби: до 120 км;
- Бойова головка: різні варіанти, включаючи фугасну, кумулятивну та спеціальну;
- Кількість ракет в установці: 6;
- Час залпу: менше 30 секунд;
- Час перезарядки: близько 15 хвилин;
- Маса ракети: 460 кг;
- Довжина ракети: 6,34 м;
- Діаметр ракети: 230 мм;
- Стартова вага пускової установки: 32,5 тонн;
- Час розгортання пускової установки: 15 хвилин;
- Похибка попадання: менше 30 метрів.

TRG-230 також обладнаний системою наведення та управління вогнем, яка забезпечує точність та ефективність стрільби. Крім того, вона може використовуватися спільно з різними засобами наведення та розвідки, включаючи безпілотні літальні апарати та розвідувальні буксири, що додатково підвищує її бойові можливості.

## Оператори
- Бангладеш[5][6];
- Україна[7][8] на озброєнні 49-ї артбригади.